# Glycyl-ARNt synthétase
La glycyl-ARNt synthétase, ou GlyRS, est une ligase qui catalyse la réaction :
ATP + L-glycine + ARNtGly  {\displaystyle \rightleftharpoons }  AMP + pyrophosphate + L-glycyl-ARNtGly.
Cette enzyme assure la fixation de la glycine, l'un des 22 acides aminés protéinogènes, sur son ARN de transfert, noté ARNtGly, pour former l'aminoacyl-ARNt correspondant, ici le glycyl-ARNtGly.

## Structure
Contrairement aux autres aminoacyl-ARNt synthétases, GlyRS existe sous deux formes distinctes provenant d'ancêtres différents: 
- homodimère pour les eukaryotes, archées et certaines bactéries
- hétérotétramère pour la plupart des bactéries, dont notamment Escherichia coli ainsi que dans les plastes[3].

La forme hétérotétramérique, notée (αβ)2, est composée de deux sous-unités α et deux sous-unités β. Bien que plus petite, la sous-unité α contient les trois motifs typiques des aminoacyl-ARNt synthétase de classe II et le site d'aminoacylation. Les sous-unités β sont quant à elles responsables de la liaison à l'ARN de transfert.
Parmi les autres synthétases, seule la phénylalanyl-ARNt synthétase possède également une forme hétérotétramérique.

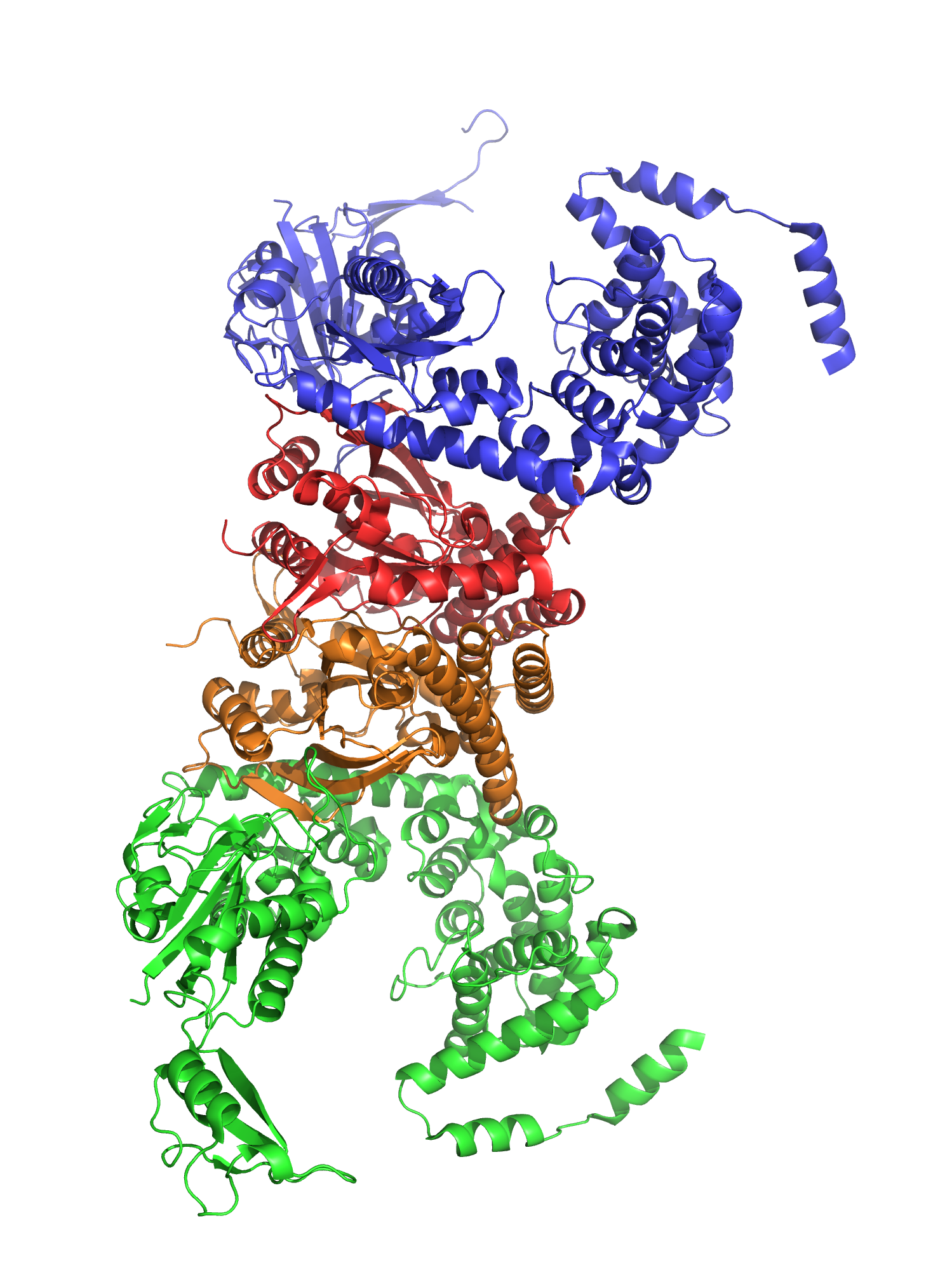
Structure en forme de "X" de la GlyRS de E. coli (PDB 7EIV). Les deux sous-unités α sont en rouge et orange. Les deux sous-unités β sont en bleu et vert.